# المعهد العالي لعلوم التمريض بصفاقس
المعهد العالي لعلوم التمريض بصفاقس هو مؤسسة تونسية للتعليم العالي تحت الإشراف المشترك لوزارتي الصحة العمومية والتعليم العالي والبحث العلمي والتكنولوجيا وتحت إشراف مباشر لجامعة صفاقس. ويوجد مقرها بطريق منزل شاكر بمدينة صفاقس ضمن مجموعة من ثلاث مؤسسات تعليم عال.
وطبقا لأرقام 2007 - 2008 يدرس بالمعهد 310 طالبا من بينهم 173 طالبة.